# Javorn Stevens
Javorn Stevens (Greenbay, 9 maggio 1988) è un calciatore antiguo-barbudano, attaccante dell'Hoppers e della nazionale antiguo-barbudana.

## Carriera

### Nazionale
Nel 2015 ha esordito in nazionale.

## Statistiche

### Cronologia presenze e reti in nazionale
| Cronologia completa delle presenze e delle reti in nazionale ― Antigua e Barbuda | Cronologia completa delle presenze e delle reti in nazionale ― Antigua e Barbuda | Cronologia completa delle presenze e delle reti in nazionale ― Antigua e Barbuda | Cronologia completa delle presenze e delle reti in nazionale ― Antigua e Barbuda | Cronologia completa delle presenze e delle reti in nazionale ― Antigua e Barbuda | Cronologia completa delle presenze e delle reti in nazionale ― Antigua e Barbuda | Cronologia completa delle presenze e delle reti in nazionale ― Antigua e Barbuda | Cronologia completa delle presenze e delle reti in nazionale ― Antigua e Barbuda |
| Data                                                                             | Città                                                                            | In casa                                                                          | Risultato                                                                        | Ospiti                                                                           | Competizione                                                                     | Reti                                                                             | Note                                                                             |
| -------------------------------------------------------------------------------- | -------------------------------------------------------------------------------- | -------------------------------------------------------------------------------- | -------------------------------------------------------------------------------- | -------------------------------------------------------------------------------- | -------------------------------------------------------------------------------- | -------------------------------------------------------------------------------- | -------------------------------------------------------------------------------- |
| 15-3-2015                                                                        | Saint John's                                                                     | Antigua e Barbuda                                                                | 1 – 0                                                                            | Dominica                                                                         | Amichevole                                                                       | -                                                                                | 61’                                                                              |
| 22-3-2015                                                                        | Saint John's                                                                     | Antigua e Barbuda                                                                | 1 – 0                                                                            | Isole Vergini Britanniche                                                        | Amichevole                                                                       | -                                                                                | 70’                                                                              |
| 11-6-2015                                                                        | North Sound                                                                      | Antigua e Barbuda                                                                | 1 – 3                                                                            | Saint Lucia                                                                      | Qual. Mondiali 2018                                                              | -                                                                                | 62’                                                                              |
| 30-3-2016                                                                        | Basseterre                                                                       | Saint Kitts e Nevis                                                              | 1 – 0                                                                            | Antigua e Barbuda                                                                | Qualificazioni alla Coppa dei Caraibi 2017e                                      | -                                                                                | 45’                                                                              |
| 8-6-2016                                                                         | North Sound                                                                      | Antigua e Barbuda                                                                | 5 – 1                                                                            | Grenada                                                                          | Qualificazioni alla Coppa dei Caraibi 2017                                       | -                                                                                | 87’                                                                              |
| 23-11-2016                                                                       | Saint John's                                                                     | Antigua e Barbuda                                                                | 0 – 1                                                                            | Estonia                                                                          | Amichevole                                                                       | -                                                                                | 77’                                                                              |
| 30-4-2018                                                                        | North Sound                                                                      | Antigua e Barbuda                                                                | 0 – 2                                                                            | Giamaica                                                                         | Amichevole                                                                       | -                                                                                | 73’                                                                              |
| 13-10-2018                                                                       | Nassau                                                                           | Bahamas                                                                          | 0 – 6                                                                            | Antigua e Barbuda                                                                | CONCACAF Nations League 2019-2020 - Qualificazioni                               | -                                                                                | 83’                                                                              |
| 23-3-2019                                                                        | North Sound                                                                      | Antigua e Barbuda                                                                | 2 – 1                                                                            | Curaçao                                                                          | CONCACAF Nations League 2019-2020 - Qualificazioni                               | -                                                                                | 46’ 62’                                                                          |
| 16-11-2019                                                                       | North Sound                                                                      | Antigua e Barbuda                                                                | 0 – 2                                                                            | Giamaica                                                                         | CONCACAF Nations League 2019-2020 - Fase a gironi                                | -                                                                                | 80’                                                                              |
| 19-11-2019                                                                       | Willemstad                                                                       | Aruba                                                                            | 2 – 3                                                                            | Antigua e Barbuda                                                                | CONCACAF Nations League 2019-2020 - Fase a gironi                                | -                                                                                |                                                                                  |
| 21-11-2019                                                                       | Città del Guatemala                                                              | Guatemala                                                                        | 8 – 0                                                                            | Antigua e Barbuda                                                                | Amichevole                                                                       | -                                                                                | 53’                                                                              |
| 28-3-2021                                                                        | Saint Croix                                                                      | Isole Vergini Americane                                                          | 0 – 3                                                                            | Antigua e Barbuda                                                                | Qual. Mondiali 2022                                                              | -                                                                                | 49’                                                                              |
| 4-6-2021                                                                         | North Sound                                                                      | Antigua e Barbuda                                                                | 1 – 0                                                                            | Grenada                                                                          | Qual. Mondiali 2022                                                              | -                                                                                | 76’                                                                              |
| 3-6-2022                                                                         | Gros Islet                                                                       | Barbados                                                                         | 0 – 1                                                                            | Antigua e Barbuda                                                                | CONCACAF Nations League 2022-2023 - Fase a gironi                                | -                                                                                | 56’                                                                              |
| 6-6-2022                                                                         | Basseterre                                                                       | Antigua e Barbuda                                                                | 1 – 0                                                                            | Guadalupa                                                                        | CONCACAF Nations League 2022-2023 - Fase a gironi                                | -                                                                                | 45’ 90’                                                                          |
| 10-6-2022                                                                        | Basseterre                                                                       | Antigua e Barbuda                                                                | 0 – 2                                                                            | Cuba                                                                             | CONCACAF Nations League 2022-2023 - Fase a gironi                                | -                                                                                | 82’                                                                              |
| 12-6-2022                                                                        | Santiago di Cuba                                                                 | Cuba                                                                             | 3 – 1                                                                            | Antigua e Barbuda                                                                | CONCACAF Nations League 2022-2023 - Fase a gironi                                | -                                                                                | 84’                                                                              |
| 24-3-2023                                                                        | Les Abymes                                                                       | Guadalupa                                                                        | 0 – 1                                                                            | Antigua e Barbuda                                                                | CONCACAF Nations League 2022-2023 - Fase a gironi                                | -                                                                                | 60’                                                                              |
| 26-3-2023                                                                        | North Sound                                                                      | Antigua e Barbuda                                                                | 1 – 2                                                                            | Barbados                                                                         | CONCACAF Nations League 2022-2023 - Fase a gironi                                | -                                                                                | 74’                                                                              |
| 9-9-2023                                                                         | North Sound                                                                      | Antigua e Barbuda                                                                | 1 – 5                                                                            | Guyana                                                                           | CONCACAF Nations League 2023-2024 - Fase a gironi                                | -                                                                                | 88’                                                                              |
| 13-9-2023                                                                        | Bayamón                                                                          | Porto Rico                                                                       | 5 – 0                                                                            | Antigua e Barbuda                                                                | CONCACAF Nations League 2023-2024 - 1º Turno                                     | -                                                                                | 36’                                                                              |
| Totale                                                                           |                                                                                  | Presenze                                                                         | 22                                                                               |                                                                                  | Reti                                                                             | 0                                                                                |                                                                                  |